# Manuel de Velasco
Manuel de Velasco (fl. XVIII secolo) è stato un militare spagnolo, comandante della flotta spagnola durante la battaglia della Baia di Vigo del 1702, facente parte della guerra di successione Spagnola.
Nel 1708 comprò il titolo di governatorato del Río de la Plata per 3.000 pesos.